# Гуго II (граф Ретеля)
Гуго II (фр. Hugues II de Rethel; ум. между 26 мая 1227 и февралём 1228) — граф Ретеля с 1199 года, сын Манассе IV де Ретеля и Матильды фон Кибург.

## Биография
Гуго наследовал графство Ретель в качестве вассала графов Шампани после смерти отца в 1199 году. В 1200 году он даровал монахам аббатства Сен-Винсент-де-Лаон право ловли рыбы в текущей по его владениям части реки Бар в обмен на вечное поминание самого Гуго и его жены. Также несмотря на то, что его отец в своё время сделал реституцию монастырю Нави, Гуго сохранил несколько обременительных для монастыря прав, которыми нередко злоупотреблял. В их число входило право останавливаться в монастыре со всеми своими людьми, лошадьми, собаками и птицами для охоты.
В 1210 году Гуго поссорился с монахами аббатства Сен-Винсент-де-Лаон по поводу некоторых владений, на которые он претендовал. Спор в итоге дошёл до папы римского, который назначил своего эмиссара для проведения расследования. В итоге папский посланник решил спор в пользу аббатства, что вызвало негодование графа Ретельского. Не желая признавать поражения, он объединился с несколькими феодалами, которые также конфликтовали с аббатством, чиня насилие. В итоге 3 февраля 1218 года папа Гонорий III издал буллу, в которой нескольким церковным чиновникам предписывалось прекратить разбои на землях Сен-Винсент-де-Лаон; в случае сопротивления Гуго и его соратников им грозило отлучение. Судя по всему, граф Ретеля подчинился этой булле.
Во время войны за Шампанское наследство, в которой Эрар I де Бриенн, сеньор де Рамрю, от имени своей жены Филиппы Шампанской претендовал на графство Шампань, оспаривая права Тибо IV. Король Франции Филипп II Август, судя по всему, сомневался в верности Гуго; в итоге он постарался обеспечить верность вассалов Тибо. В 1218 году граф Ретеля отправил Тибо IV и его матери, Бланке Наваррской, правившей в Шампани от имени сына, письмо, в котором обещал защищать их от Эрара де Бриенна и Филиппы Шампанской. Также в 1221 году Гуго отправил письмо Филиппу II Августу, в котором он обещал в случае отказа графа Шампани служить королю, не поддерживать того. Но в итоге подозрения французского короля не оправдались, а граф Тибо сохранял ему верность.
Гуго II умер около 1228 года. Его наследником стал сын Гуго III. Его жена, Фелисита де Бруа, пережила мужа; она была жива ещё в 1231 году.

## Семья
В 1191 году женился на Фелисите де Бруа (ум. после 1231, даме де Бофор и де Рамрю, дочери Симона де Бруа, сеньора де Бофор, и Агнес де Жуаньи, дамы де Рамрю.
Дети:
- Гуго III (1192/93-1242), граф Ретеля;
- Жан (ум. 1251), граф Ретеля;
- Гоше (ум. 1261), граф Ретеля;
- Симон (ум. 1233), архидиакон в Льеже;
- Манассе V (ум. 1272), граф Ретеля;
- Беатрикс, жена Андре де Нантёй-ла-Фоссе;
- Катерина, монахиня в Авене;
- Гелиссенда (ум. 1234), первый муж граф Тома дю Перш (ум. 1217), второй — Гарнье IV де Тренель, сеньор де Мариньи;
- Маго, жена Тома II де Куси, сеньора де Вервен;
- Агнес, жена Этьена, сеньора де Сеньле.